# الدائرة الانتخابية 2 الشلف
الدائرة الانتخابية 2 الشلف هي واحدة من بين 48 دائرة انتخابية جزائرية إلى جانب الدوائر الانتخابية للجزائريين في الخارج، تغطي هذه الدائرة كل مساحة ولاية الشلف.

## نتائج الانتخابات الرئاسية
| الانتخابات الرئاسية | 2019 | 2014 | 2009    | 2004 | 1999 |
| نسبة المشاركة %     |      |      | 75,54 % |      |      |
| عدد مكاتب التصويت   |      |      | 1,397   |      |      |
| عدد المسجلين        |      |      | 613,671 |      |      |
| عدد المصوتين        |      |      | 463,588 |      |      |
| الأصوات المعبر عنها |      |      | 435,706 |      |      |
| الأصوات الملغاة     |      |      | 27,882  |      |      |

### نتائج الانتخابات الرئاسية موزعة حسب المترشحين
| النتائج     | عبد العزيز بوتفليقة | علي بن فليس | عبد العزيز بلعيد | لويزة حنون | علي فوزي رباعين | موسى تواتي |
| ----------- | ------------------- | ----------- | ---------------- | ---------- | --------------- | ---------- |
| عدد الأصوات |                     |             |                  |            |                 |            |
| النسبة %    |                     |             |                  |            |                 |            |

| النتائج     | عبد العزيز بوتفليقة | لويزة حنون | موسى تواتي | محمد جهيد يونسي | بلعيد محند أوسعيد | علي فوزي رباعين |
| ----------- | ------------------- | ---------- | ---------- | --------------- | ----------------- | --------------- |
| عدد الأصوات | 380,796             | 17,633     | 19,041     | 8,576           | 4,191             | 5,469           |
| النسبة %    | 87,4                | 4,05       | 4,37       | 1,97            | 0,96              | 1,26            |

## الممثلين

### نواب المجلس الشعبي الوطني
| الصورة | الاسم              | الانتماء السياسي         |
| ------ | ------------------ | ------------------------ |
|        | العايدي عيسى       | حزب جبهة التحرير الوطني  |
|        | بكوش يوسف          | جبهة المستقبل            |
|        | بن زعمية معمر      | التجمع الوطني الديمقراطي |
|        | زيدان أحمد         | الجبهة الديمقراطية الحرة |
|        | زيدان حليمة        | جبهة المستقبل            |
|        | سعيدي فاطمة        | تحالف حركة مجتمع السلم   |
|        | شنوف محمد          | التجمع الوطني الديمقراطي |
|        | صادوق أحمد         | تحالف حركة مجتمع السلم   |
|        | طاهر جبار سعاد     | حزب جبهة التحرير الوطني  |
|        | طهراوي دومة فوزية  | الجبهة الديمقراطية الحرة |
|        | عامر عمر           | حزب جبهة التحرير الوطني  |
|        | عزايز محمد         | الحركة الشعبية الجزائرية |
|        | معطي فاطمة الزهراء | التجمع الوطني الديمقراطي |

| الصورة | الاسم                      | الانتماء السياسي |
| ------ | -------------------------- | ---------------- |
|        | عبدي موسى                  | /                |
|        | فرقاق أحمد                 | /                |
|        | قندز عين الطير / زوجة جلال | /                |
|        | هادي محمد                  | /                |
|        | كلوش عبد القادر            | /                |
|        | سعدي عبد القادر            | /                |
|        | سحنون العالية              | /                |
|        | صداقي عمر                  | /                |

### نواب مجلس الأمة
| الصورة | الاسم           | الانتماء السياسي         |
| ------ | --------------- | ------------------------ |
|        | معزوزعبد القادر | جبهة التحرير الوطني      |
|        | بوزكري حميد     | التجمع الوطني الديمقراطي |

## روابط خارجية
- السلطة الوطنية المستقلة للانتخابات
- وزارة الداخلية والجماعات المحلية والتهيئة العمرانية